# Van Halen
A Van Halen egy amerikai rockegyüttes, melyet 1972-ben alapított Eddie Van Halen gitáros, Alex Van Halen dobos, David Lee Roth énekes és Michael Anthony basszusgitáros Pasadenában, Kaliforniában. Az együttes 1978-as bemutatkozó albuma, a Van Halen mérföldkőnek számít a hard rock és heavy metal történetében. Ezzel a sikeres albummal kezdetét vette a sikersorozat, a Van Halen kereskedelmileg és kritikailag az egyik legmegbecsültebb hard rock együttes lett. Különösen a gitáros, Eddie Van Halen lett híres virtuóz és érzékeny gitárjátékáról, és technikai újításaiért, egyike lett a könnyűzene legbefolyásosabb gitárosainak.
Az eredeti énekes David Lee Roth 1985-ben kilépett a zenekarból, hogy szólókarrierjére koncentrálhasson. A helyére érkezett Sammy Hagar énekessel sikerült megőrizniük szupersztár pozíciójukat, a vele készült négy stúdióalbum mindegyike első lett a Billboard 200 lemezeladási listán. Az együttes termékeny időszaka azonban csak 1996-ig, Hagar kilépéséig tartott. 1996 és 2012 között mindössze egy albumot (Van Halen III- 1998) adtak ki, melyen a korábbi Extreme tag Gary Cherone énekelt. 2004-ben már újra Sammy Hagarrel turnéztak, majd 2006-ban ismét csatlakozott hozzájuk az eredeti énekes David Lee Roth. 28 év után újra Roth hangjával egy A Different Kind of Truth című új Van Halen album jelent meg 2012. február 7-én.
1978-tól napjainkig 11 stúdióalbumot jelentettek meg, ebből mindegyik Top 20-as lett a Billboard albumlistáján. A RIAA adatai alapján a Van Halen minden idők 19. legnépszerűbb előadója. Világszerte 80 millió albumot adtak el (ebből 56.5 milliót csak Amerikában), és különböző Grammy-díj jelöléseket szereztek. Összesen 11 daluk lett listavezető a Billboard Mainstream Rock listáján, ez a mai napig hivatalos világrekord
Jump című slágerük az első olyan eset volt, hogy egy kemény rockzenét játszó zenekar dala első lett a Billboard Hot 100 listán. Egyike azon ritka előadóknak, akiknek két albumuk is (Van Halen és 1984) 10 milliós értékesítés felett van Amerikában (mások: Beatles, Led Zeppelin, Def Leppard, Pink Floyd). 2007-ben az együttest beiktatták a Rock and Roll Hall of Fame-be.
A VH1 100 Greatest Artists of Hard Rock listáján a 7. helyre sorolta a zenekart.
Az eredeti felállás 1985-ben ért véget miután David Lee Roth otthagyta az együttest, őt követte Sammy Hagar (1985-1997, 2004-2005) és Gary Cherone (1997-1999). Michael Anthony basszusgitáros kivételével, 2006 óta ismét az eredeti tagság alkotja a zenekart. Anthony helyén Eddie Van Halen fia Wolfgang Van Halen játszik. 2020-ban feloszlottak.

## Története
Az együttes 1974-ben alakult, eredetileg Mammoth néven. Miután kiderült, hogy egy helyi együttes már létezik ezen a néven, Roth javaslatára a Van Halen név mellett döntöttek.
Kaliforniában hamar ismert klubzenészek lettek, a leghíresebb helyeken játszhattak. Egyik fellépésüket látta Gene Simmons, a KISS együttes basszusgitárosa 1977-ben, és úgy döntött, támogatja a demófelvételeiket. Simmons ajánlotta, hogy változtassák a nevüket Daddy Longlegs-re, de a tagok nem hajlottak erre.

### Az aranykor (1978-1984)
Ted Templeman vezetésével stúdióba vonultak, és gyors munka után 1978-ban megjelentették a Van Halen című debütáló albumukat. Az album a Billboard albumlistán a 19., az angol albumlistán a 34. helyet érte el. A gyors munka számlájára írható, hogy kisebb hibák maradtak a felvételeken, koncertalbum utánérzést kölcsönözve az lemeznek. Dacára az egyszerű stúdiómunkának, az album az innovatív technikai kísérletezéséről lett híres, és a zenetörténet egyik legsikeresebb debütálása lett. Tartalmazott már eredeti, saját írású dalokat (Ain’t Talkin’ ’Bout Love, Eruption, és Runnin’ With the Devil) és feldolgozásokat is (Kinks: You Really Got Me és John Brim: Ice Cream Man). Az albumot majdnem egy év koncertezés követte, ahol megalapozták a hírnevüket izgalmas és energiával teli élő előadásaikkal is.
1979-ben visszatértek a stúdióba, és kiadták a hasonló stílusú második lemezüket, a Van Halen II albumot. Ezen már egy Top 20-as kislemez is szerepelt, ez volt a Dance the Night Away.
A következő négy évben kiadott albumok és a koncertturnék hatására a világ egyik legsikeresebb hard rock előadói lettek. Ritmusos, himnusz-szerű hard rock dalaik, és koncertbéli tombolásaik (főleg Roth színpadi mutatványai) a fiatalok között népszerűvé tették őket, ellenben a szülők rémálmai lettek. A harmadik albumuk Women and Children First címen 1980-ban jelent meg, és olyan népszerű dalokkal szilárdították a hírnevüket, mint az And the Cradle Will Rock… és az Everybody Wants Some!. 1981-ben, a negyedik albumuk, a Fair Warning felvételei közben kezdtek nőni a feszültségek az együttesen belül. Eddie Van Halen komolyabb és bonyolultabb kompozíciókat szeretett volna írni, míg David Lee Roth a popos dalokat részesítette volna előnyben. Roth és a producer engedtek Eddie nyomásának, de a Fair Warning kevéssé volt sikeres, és nem tartalmazott egy kislemezslágert sem.
A következő albumuk, a Diver Down egy újabb feldolgozással tarolt, Roy Orbison Pretty Woman című slágerével. Az ezt követő koncertturné során a Van Halen a legmagasabb fizetett zenészcsoport lett: egyetlen 90 perces előadásukért 1 millió dollárt kaptak 1983-ban. Ezzel egészen 1990-ig Guinness-rekorderek voltak.
Ezután, 1984-ben megjelent albumuk, az 1984 egyaránt művészi, kritikai és közönségelismerést kapott, csak Amerikában 10 millió feletti eladást produkált. Eddie Van Halen saját, újonnan épített 5150 nevű stúdiójukban vették fel. Szokatlan volt tőlük a billentyűs hangszerek használata. Első számú kislemezét, a Jumpot ilyen szintetizátorhang, és himnuszszerű szöveg jellemezték. Ez a dal (heavy metal dalként elsőként) listavezető lett a Billboard Hot 100 kislemezlistán, és Grammy-díj jelölést hozott a zenekarnak. Emellett nagy slágerek lettek a további kislemezek is: Panama, Hot for Teacher és I’ll Wait. Az album második lett a Billboard albumlistán, akkoriban Michael Jackson Thrillerje uralta a lista élét (ezen albumon ugyancsak közreműködött Eddie Van Halen, a Beat It dalban). A legnagyobb kereskedelmi siker idején csúcsosodott ki Eddie és David Lee Roth között feszültség: Eddie nehezményezte David hivalkodó viselkedését és színpadi előadását, David pedig rossz szemmel nézte Eddie más zenészekkel való munkáját. Ennek eredményeként 1985. április 1-jén Roth kilépett a zenekarból.

### Sammy Hagarral (1985-1996)
Eddie Van Halen először Patty Smytht, a Scandal énekesnőjét kérte fel a megüresedett énekesi poszt betöltésére, de ő nem fogadta el az ajánlatot. Az együttest bemutatták Sammy Hagarnak (aki a 70-es években a Montrose együttesben énekelt). Hagar egy nagyon sikeres évet tudhatott maga mögött szólóban, és 1985-ben elvállalta a Van Halen felkérését az énekesi posztra.
A vele készült legújabb albumuk az 5150 volt, amely Eddie saját stúdiójáról kapta a nevét. Az 1984 albumhoz hasonlóan szintetizátor-vezérelt volt a hangzása, kislemez sikerei a Why Can’t This Be Love?, a Dreams és a Love Walks In voltak. Az első albumuk volt, amely listavezető lett a Billboard albumlistáján. A Hagar-éra legerősebb albumának tartják, helyet kaptak rajta az Eddie által vágyott bonyolultabb dalok (az önelemző Best Of Both Worlds), és a sikerhez szükséges party-rock szerzemények is (Summer Nights és Good Enough).
A következő tíz év kettős tendenciával telt el: az együttes nagyobb kereskedelmi sikereket ért el, mindazonáltal a régi rajongók nehezteltek Roth távozásáért. A dalok hossza növekedett, míg azelőtt alig érték el a három percet, most megszokottak lettek az ötperces szerzemények. Ez Sammy Hagar szövegírói munkájának tudható be. A szövegek kifinomultsága és Eddie gyakori szintetizátorjátéka a poposabb hangzás irányába terelte a zenekart. A régi rajongók ezt a soft rock Van Hagar stílust nehezen, vagy egyáltalán nem fogadták el.
Ennek ellenére az albumaik sikeresek voltak, a Hagarral készült négy stúdióalbum mind első helyen végzett a Billboard albumlistán, számos sikeres kislemezt jelentettek meg. Két Grammy-díj jelölést is szereztek a For Unlawful Carnal Knowledge albumért, és meg is nyerték a Best Hard Rock Performance with Vocal award kategóriát.
1996-ban, a Twsiter című filmhez készülő dalbetétek felvétele alatt a Van Halen testvérek és Hagar közti ellenségeskedés a tetőpontját érte el, végül megváltak Hagartól. Utóbbi azt nyilatkozta, hogy kirúgták, a Van Halen testvérek szerint önszántából ment. A médiabotrány nem használt az együttesnek, és az elért sikerek nagy elvárásokat állítottak a következő énekes személyét illetően.

### David Lee Roth rövid visszatérése
Nem sokkal Hagar távozása után David Lee Roth visszatért az együtteshez. Megjelentették az első válogatáslemezüket, erre két Daviddel készült friss dal is rákerült. A Best of Volume I első lett a Billboard albumlistáján. Mindazonáltal a Van Halen testvérek továbbra is énekeseket hallgattak meg. Az 1996-os MTV Video Music Awards díjkiosztóra felkérték őket, ahol tizenegy év után újra színpadra lépett a négy zenész. A produkciót felállva tapsolta a közönség, és a rajongók reménykedni kezdtek a folytatásban. Végül is Roth nem lett a Van Halen énekese, sőt, a díjkiosztó után azt nyilatkozta, hogy mindez csak kampányfogás volt a Best of lemezüket támogatandó.

### Gary Cherone-nal
Folytatódott a keresés az énekes személye után: Toby Jepson, a Little Angels énekese visszalépett a felkérés elől, így találtak rá Gary Cherone-re, aki korábban az Extreme együttes énekese volt. Az együttműködésük eredménye a kísérletező Van Halen III album volt. Sok dal volt hosszabb és éteri (Once), gondolatébresztő (How Many Say I, Eddie énekével) vagy ennek épp ellentéte (From Afar, Josephina). Ezek a változások még több Van Halen rajongót taszítottak el, akik Roth és Hagar hard rock zenéjét szerették. Az album eladásai is gyengék voltak, bár a negyedik helyet érte el a Billboard listán, csak aranylemez minősítést szerzett, és a kislemezek fel sem kerültek a Hot 100 slágerlistára.
1999 elején még olyan hírek terjedtek, hogy új albumon dolgoznak, és egyes dalok címei is nyilvánosságra kerültek, végül mégsem fejezték be a munkát, és novemberben Cherone harag nélkül kilépett a formációból.

### Négy év hallgatás
2000-től 2004-ig az együttes valójában megszűnt létezni: sem új albumokat nem csináltak, sem hivatalos információkat nem jelentettek meg a jövőről. 2000-ben együtt dolgoztak új dalokon David Lee Roth-al az 5150 stúdióban. Végül Roth és az együttes újra összevesztek, és nem jelent meg új anyag. Még 1999-ben Eddie Van Halennek csípőműtétje volt, majd rákellenes kezelésen vett részt, és 2002-ben bejelentette a teljes gyógyulását. 2001. október 15-én Eddie és 41 éves felesége, Valerie Bertinelli színésznő elvált. Ezek után Eddie visszavonult a nyilvános szereplésektől.
2002-ben a Warner Bros. Records, amely 1978-tól a Van Halen összes lemezét megjelentette, szerződést bontott az együttessel.
2004,2005-ben újabb Sammy-s turné, de végül ez ennyiben is maradt.

### David Lee Roth visszatér
2007. szeptember 27-től újra turnéztak. Az együttes a (majdnem) eredeti felállásban játszott fennállásának utolsó 13 évében: Eddie Van Halen-gitár; David Lee Roth-ének; Alex Van Halen-dob; Wolfgang Van Halen-basszusgitár (Michael Anthony helyett).
2020-ban elhunyt Eddie Van Halen, ami az együttes végét jelentette.

## Tagok
Tagok
- Eddie Van Halen – gitár, billentyűsök, háttérének (1972–2020), ének (1972–1974); elhunyt 2020-ban
- Alex Van Halen – dobok, ütőhangszerek (1972–2020)
- Mark Stone – basszusgitár, háttérének (1972–1974); elhunyt 2020-ban
- David Lee Roth – ének, akusztikus gitár (1974–1985, 1996, 2007–2020)
- Michael Anthony – basszusgitár, háttérének (1974–2006)
- Sammy Hagar – ének, gitár (1985–1996, 2003–2005)
- Gary Cherone – ének (1996–1999)
- Wolfgang Van Halen – basszusgitár, háttérének (2006–2020)

Idővonal

## Diszkográfia
Stúdióalbumok
- 1978 – Van Halen
- 1979 – Van Halen II
- 1980 – Women and Children First
- 1981 – Fair Warning
- 1982 – Diver Down
- 1983 – 1984
- 1986 – 5150
- 1988 – OU812
- 1991 – For Unlawful Carnal Knowledge
- 1994 – Balance
- 1998 – Van Halen III
- 2012 – A Different Kind of Truth